# ハート/FATE
『ハート/FATE』（ハート/フェイト）は、WEST.の22枚目のシングル。4月23日にCDデビュー10周年を迎えるWEST.の記念シングルとして、2024年4月24日にELOV-Labelより発売された。

## 概要
初回盤A（CD+DVD/Blu-ray）、初回盤B（CD+DVD/Blu-ray）、通常盤（CDのみ）に加え、10th Anniversary SPECIAL BOX〈通販限定盤〉（CD+DVD/Blu-ray+GOODS）で発売された。
「FATE」は神山智洋が主演を務めるWOWOWの連続ドラマW‐30『白暮のクロニクル』主題歌。自ら運命を切り拓いて自分らしくあることの大切さを歌った、壮大なイントロから始まるドラマの世界観とも共通するダークな雰囲気をもった楽曲で、11年目も挑戦し続けるWEST.の決意が込められた至極のダンスナンバーとなっている。2月8日に楽曲が流れるドラマの予告映像が解禁され、2月19日に行われたドラマの完成披露試写会の第二部にWEST.がシークレットゲストとして出席し、本楽曲が初パフォーマンスされた。3月20日21時30分には、心に蓋をした自分と自己を解放しようとする自分の葛藤を描いたMVがプレミア公開された。監督を務めた池田一真は、この葛藤について「俯瞰すると喜劇のように見えるのかもしれないと考えて演出しました。彼らの表現力だからこそ成立できた攻めまくりの企画です」と述べている。
「ハート」は4月7日からスタートしたテレビ東京系テレビアニメ『キャプテン翼シーズン2 ジュニアユース編』第3クールのオープニングテーマ。〈諦めたい夢なんて無いよな〉という歌詞で始まる、時には弱気になる自分自身と向き合いながら、可能性を信じて新たな日々を頑張って生きる全ての人へのメッセージを込めたブーストナンバーで、WEST.とは「春じゃなくても」、「僕らの理由」、「つばさ」に続いて4度目のタッグとなるSUPER BEAVERの柳沢亮太が楽曲制作を担当した。MVは「WEST.の音楽が心に火を灯しハートを打つ。」様子をグラフィカルな映像で表現したもので、山岸聖太が監督を務めた。3月16日21時30分にYouTubeでプレミア公開されたが、プレミア公開中はメンバー本人がチャットにも参加した。また、公開前の同日21時10分ごろからはシングル発売記念のYouTube生配信も行われた。4月24日にはYouTubeチャンネル「THE FIRST TAKE」第429回に登場し、本楽曲を歌唱。5月17日にはグループ公式TikTokでこの楽曲に載せてメンバーが手や身体を使って様々なハートを作る「WEST.ハートチャレンジ」動画が公開され、メンバー同士の仲の良さに盛り上がるファンのコメントが多数書き込まれた。

## 購入特典
ストリーミング動画
初回盤A・B・通常盤にそれぞれ封入されている視聴シリアルコードを3つ1口で特設サイトにて登録期間内に入力することで、ストリーミング動画が視聴可能となる。
- 3月16日に出演した「めざましテレビ30周年フェスin東京」

先着購入特典（全仕様共通）
特典の絵柄は購入店舗ごとに異なり、各メンバーソロ絵柄7種、メンバー集合絵柄1種の全8種類。
- 10th Anniversary クリアファイル（A4サイズ）

## 収録曲

### CD

#### 通常盤
1. ハート [4:47]
作詞・作曲：柳沢亮太、編曲：柳沢亮太・ha-j
  - テレビ東京系アニメ『キャプテン翼 ジュニアユース編』第3クールオープニングテーマ[15]
2. FATE [4:48]
作詞・作曲：久保田真悟・UTA・AKIRA・Yohei、編曲：久保田真悟・UTA
  - 神山智洋主演 WOWOW 連続ドラマW‐30『白暮のクロニクル』主題歌[10]
3. ・ [4:21]
作詞：WEST.、作曲：重岡大毅・神山智洋、編曲：ha-j・神山智洋
「ten」と読む[9]。10周年を記念しメンバー7人で作詞、重岡と神山が作曲した、これまでの10年と同じく「自分たちの歩幅で進んでいこう！」というポジティブでWEST.らしさ全開のメッセージソング[17][20]。
4. 天空エスカレーション [3:21]
作詞：河田総一郎、作曲：河田総一郎・佐々木望、編曲：Soulife
  - 近鉄不動産 あべのハルカス CMソング[24]

#### 初回盤A
1. ハート
2. FATE
3. コンビニ行くけどなんかいる? [3:22]
作詞：ゆっきゅん、作曲・編曲：岩崎貴文
楽しく優しく日常を盛り上げる“最幸アゲアゲナンバー”[25]。
4. ハート（オリジナル・カラオケ）
5. FATE（オリジナル・カラオケ）
6. ・（オリジナル・カラオケ）
7. コンビニ行くけどなんかいる?（オリジナル・カラオケ）

#### 初回盤B
1. FATE
2. ハート
3. クセになる [3:59]
作詞・作曲：NakamuraEmi・カワムラヒロシ、編曲：カワムラヒロシ
最初は誰かを思いながら口ずさんでいたはずなのに、いつの間にか自分のことを応援しているような気持ちになるポップナンバー[17]。
4. FATE（オリジナル・カラオケ）
5. ハート（オリジナル・カラオケ）
6. ・（オリジナル・カラオケ）
7. クセになる（オリジナル・カラオケ）

#### 10th Anniversary SPECIAL BOX 通販盤
1. ハート
2. FATE
3. Closer

### DVD/Blu-ray

#### 初回盤A
約30分収録。
- 『ハート』Music Video & Making

#### 初回盤B
約38分収録。
- 『FATE』Music Video & Making,Music Video-Dance ver.-

#### 10th Anniversary SPECIAL BOX 通販盤
約31分収録。
- 『・』Music Video & Making

## チャート成績
初週26.6万枚を売り上げ、5月6日付「オリコン週間シングルランキング」で初登場1位となり、12作連続・通算17作目のシングル1位を獲得した。